# Trì Quang
Trì Quang là một xã thuộc huyện Bảo Thắng, tỉnh Lào Cai, Việt Nam.
Xã Trì Quang có diện tích 33,47 km², dân số năm 1999 là 3828 người, mật độ dân số đạt 114 người/km².